# Mary Carey
Mary Ellen Cook (nascuda a Cleveland, Ohio; el 15 de juny de 1980), més coneguda com a Mary Carey, és una actriu pornogràfica nord-americana. El seu nom no s'ha de confondre amb el nom de la cantant Mariah Carey. Mary Carey, és coneguda per haver estat candidata a governadora de l'estat de Califòrnia, als Estats Units d'Amèrica, l'any 2003.

## Biografia
Mary Carey va néixer en una família humil de Cleveland, Ohio. La seva mare era esquizofrènica i el seu pare tenia paràlisi cerebral. Mary Carey es va mudar d'Ohio a Florida quan tenia set anys, i va estudiar ballet i ball fins als 19 anys. Carey es va graduar l'any 1998 a Fort Lauderdale, una escola de nivell preparatòri. Als 19 anys, va començar a participar en l'equip d'animadores de la universitat, però va abandonar perquè tenia el pits massa grans. Després de ser part de l'equip de cheerleaders durant un any, Mary Carey va començar a treballar com a ballarina exòtica aconseguint ja grans congregacions en les seves actuacions en els bars de striptease de Tampa, a Florida.
A l'abril de l'any 2005, va ser arrestada amb relació a una operació en cabaret a Lakewood, Washington. A conseqüència d'això, ella va ser jutjada, i va rebre una sentència de 19 mesos, tanmateix la condemna va ser suspesa amb la condició que no cometés cap ofensa durant un any.

### Carrera política
Mary Carey es va presentar com a candidata a governadora de Califòrnia l'any 2003, però finalment va guanyar l'actor Arnold Schwarzenegger. En el seu programa electoral tenia les següents propostes: gravar amb impostos els implants de silicona i engegar un programa amb l'eslògan Porno x Pistoles, ja que el seu objectiu era el de retirar totes les armes dels carrers.
Durant l'elecció per a Governador de Califòrnia l'any 2003, Mary Carey va ser una candidata independent, situant-se en el desè lloc d'un total de 135 candidats. Mary Carey va iniciar amb deu punts, (que després va augmentar a onze) punts de la seva plataforma, on prometia el següent:
- 1. Legalitzar els matrimonis homosexuals.
- 2. Gravar amb un impost els implants de pit.
- 3. Retallar els impostos.
- 4. Rodejar la mansió del governador de Califòrnia amb cameres de video.
- 5. Crear el programa "pornografia x pistoles", reduint el nombre d'armes al carrer.
- 6. Actuar com ambaixadora de bona voluntat per atreure negocis a l'estat.
- 7. Millorar el segur dels aturats.
- 8. Lluitar contra els atacs a la indústria pornogràfica per part de John Ashcroft i el Departament de Justícia dels Estats Units.
- 9. Permetre que els bars estiguin oberts fins a les 4 de la matinada.
- 10. Controlar l'epidèmia de sida.
- 11. Ajudar a millorar el sistema de presons.

## Controvèrsies

### Plet legal amb Mariah Carey

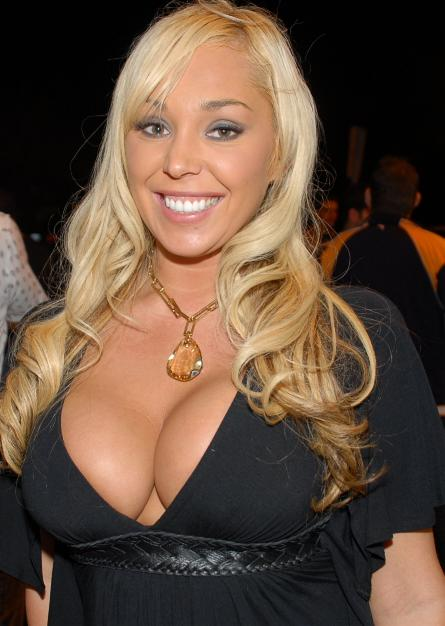
Carey en 2007.

A la fi de l'any 2006, la cantant Mariah Carey va demandar a Mary Carey per evitar que registrés el seu nom artístic que sona de forma similar al seu, ja que els fans podrien confondre's. Mary Cook, va prendre el nom de la famosa cantant el 2002, quan va començar a posar a revistes i pàgines web per a adults com un joc de paraules, per aconseguir la fama, i per la sorprenent similitud que existeix entre elles. A l'octubre, un advocat de Mariah Carey va enviar als representants de Mary Carey una carta amenaçant amb prendre mesures legals si no abandonava la seva sol·licitud. «Mary Carey i Mariah Carey comparteixen el mateix cognom i tenen el primer nom molt similar», escrivia l'advocat Robert Becker. «La confusió entre el nom de la nostra client i el seu nom Mary Carey és probable». A més, demana que Mary Carey usi el seu nom només per a produccions pornogràfiques i no canti o actuï com a artista musical. «Aquest és un procediment tècnic per detenir el registre del nom. Mariah Carey no té afiliació amb Mary Carey», va dir la portaveu de Mariah Carey, Leslie Sloane-Zelnik. Finalment, Mariah Carey va guanyar el judici.

## Filmografia
- 5 Guy Cream Pie # 5
- Asses In The Air # 4
- Busty Beauties # 3
- Cruel Seductions
- Double Air Bags # 11
- Girls School # 4
- Hot Showers # 6
- Just Sex # 1
- Liquid Gold # 9
- Sexy Movie 2002

## Premis
- 2013: Saló de la fama d'AVN[4]